# مادلين سيبيل
مادلين سيبيل (بالفرنسية: Madeleine Sibille)‏ هي معلمة موسيقى ومغنية ومغنية أوبرا فرنسية، ولدت في 25 فبراير 1895 في الدائرة السادسة في باريس في فرنسا، وتوفيت في 19 يوليو 1984.